# Intesa Sanpaolo

Intesa Sanpaolo S.p.A. (Borsa Italiana : ISP) est une importante banque italienne. Elle possède plus de 12 millions de clients, dominant le marché italien et bénéficiant d'une forte présence internationale dans l'Europe centrale de l'est ainsi que dans le bassin méditerranéen.

## Histoire
Elle a été fondée en 2007 par la fusion de la Banca Intesa et Sanpaolo IMI, qui emploie alors environ 44 000 personnes pour 7 millions de clients et environ 3 200 agences.
En juin 2017, le gouvernement italien annonce la reprise des activités saines de Banca Popolare di Vicenza et Veneto Banca par Intesa Sanpaolo pour 1 euro symbolique, soutenue de manière non précise par l'État italien à hauteur de 4,785 milliards d'euros. Les crédits et obligations définis comme douteux seront regroupés dans une bad bank, garantie par l'État italien à hauteur de 12 milliards d'euros,.
En août 2017, Intesa Sanpaolo annonce l'acquisition de Banque Morval, une banque privée suisse pour un montant estimé entre 150 et 200 millions d'euros.
En février 2020, Intesa Sanpaolo annonce l'acquisition de UBI Banca pour 4,9 milliards d'euros. L'accord prévoit la vente de 400 à 500 agences d'UBI Banca à BPER Banca, pour des questions de concurrence.
En octobre 2020, la banque annonce le rachat de 69 % du capital de la banque privée suisse Reyl.

## Condamnations
En juin 2013, Intesa Sanpaolo a accepté de payer 2,9 millions de dollars à l'OFAC afin de solder un litige relatif à une éventuelle violation des sanctions économiques américaines visant l'Iran, Cuba et le Soudan. 
En décembre 2016, le Department of Financial Services de New York a infligé une amende de 235 millions de dollars à Intesa Sanpaolo pour violation répétée de ses lois anti-blanchiment. 
En novembre 2017, la Banque centrale irlandaise a sanctionné Intesa Sanpaolo Life dac à hauteur de 1 million d’euros après avoir constaté lors de contrôles des manquements dans ses procédures LCB-FT.

## Désinvestissement de la Russie
Dans le cadre des sanctions contre la Russie, ISP a annoncé en 2024 qu’elle commencerait à travailler sur le désinvestissement de son unité en Russie. En septembre 2023, Vladimir Poutine a approuvé un plan permettant la vente des opérations russes du groupe bancaire. En janvier 2025, ISP n’a pas encore finalisé son retrait.

## Bitcoin
En 2025, la banque annonce avoir acheté onze jetons numériques bitcoin.